# Vereniging voor Sterrenkunde
De Vereniging voor Sterrenkunde, voluit de Vereniging voor Sterrenkunde, Meteorologie, Geofysica en Aanverwante Wetenschappen, afgekort VVS, is een Vlaamse vereniging die geïnteresseerden in de astronomie, meteorologie en geofysica groepeert.

## Geschiedenis
De vereniging voor amateursterrenkundigen ontstond op 28 februari 1944 uit protest tegen bestaande structuren. De enige Belgische vereniging was op dat moment de Franstalige Société Belge d’Astronomie. Deze floreerde tijdens de oorlogsjaren enorm en toen ze een afdeling in Gent wilde oprichten, schoten enkele Vlamingen wakker. Begin 1944 was alles in kannen en kruiken en eind februari 1944 keurde de Duitse bezetter het initiatief goed. Er was een expliciet verbod om een tijdschrift uit te geven. De stichtingsvergadering vond plaats op 26 maart 1944.
Tijdens de eerste jaren werden maandelijks gestencileerde rondzendbrieven naar de leden gestuurd. De eerste voordracht vond plaats op 30 april 1944 te Gent. Na de bevrijding volgde de officiële stichting op 24 december 1944, met de publicatie in het Belgisch Staatsblad op 3 maart 1945. Het tienjarig bestaan werd op 17 oktober 1954 te Brussel gevierd.
Vanuit de VVS werking ontstond rond 1990 de Studiekring voor de Kritische Evaluatie van Pseudowetenschap en het Paranormale, die zich apart ontplooide als SKEPP.

## Huidige samenstelling
De werking van de VVS bestaat uit een dagelijks bestuur en een raad van bestuur. Er zijn drie grote blokken in de organisatie opgenomen: afdelingen, werkgroepen en erkende verenigingen. Deze kunnen excursies, lezingen en cursussen organiseren. De activiteiten van de vereniging, waar vele mensen (vrijwillig) hun medewerking aan verlenen, bestrijken behalve de sterrenkunde ook de meteorologie en de geofysica. Er is weinig samenwerking met de Koninklijke Nederlandse Vereniging voor Weer- en Sterrenkunde in Nederland, maar werkgroepen werken wel samen met Nederlandse werkgroepen. Centra voor amateursterrenkunde zijn de volkssterrenwachten. Jongeren hebben hun eigen organisatie: de Jongerenvereniging voor Sterrenkunde, JVS. Onder de voorzitters zijn enkele sterrenkundigen, zoals Henri Vanderlinden en Albert G. Velghe.

## Publicaties
De VVS geeft jaarlijks de Hemelkalender en maandelijks (sinds oktober 1956) het ledenblad Heelal uit. Het eerste nummer telde twee bladzijden. De naam Heelal dook voor het eerst op in juni 1961. Daarnaast publiceert de vereniging brochures en boeken over onder andere sterren en planeten en de Astronomische Gids voor België. Sterrenkundige en meteoroloog op rust Jean Meeus leverde meerdere bijdragen aan deze publicaties.

## Activiteiten
De VVS en JVS organiseren elk jaar enkele activiteiten. De voornaamste van de VVS zijn de sterrenkijkdagen en het JVS/VVS-Weekend. Het eerste is een weekend waarop sterrenkundeamateurs en volkssterrenwachten in Vlaanderen hun telescopen ter beschikking stellen van het grote publiek. Op het Weekend komen nationale en internationale professionele en amateursterrenkundigen spreken over hun onderzoek en kan men met andere amateursterrenkundigen verbroederen. Het Weekend is ook toegankelijk voor niet-leden. Andere activiteiten zijn onder andere de jaarlijkse Zomerschool sterrenkunde voor zestien- tot achttienjarigen die vier dagen duurt en de Sterrenkundeolympiade.